# 角爪龙属
角爪龍（學名：Ceratonykus）是獸腳亞目阿瓦拉慈龍科的一屬，化石發現於蒙古的Baruun Goyot組，年代為白堊紀晚期。化石是一副破碎的骨骼。角爪龍的發現，科學家對於阿瓦拉慈龍科的演化關係與位置，再度產生爭議。

## 敘述
角爪龍是小型恐龍，後肢長，可能善於奔跑。角爪龍屬於阿瓦拉慈龍科，這科物種的體型多介於0.5到2公尺之間。阿瓦拉慈龍科曾經被認為是最早的無法飛行鳥類之一，直到近年，阿瓦拉慈龍科被歸類於非鸟獸腳亞目，但演化與分類位置不明。阿瓦拉慈龍科具有小而短的前肢，手掌退化，外形類似鳥類。根據骨骼結構，阿瓦拉慈龍科具有獨特的胸部、手臂肌肉，適合做出挖掘、撕開的動作。牠們的嘴部長、呈三角形，具有為小的牙齒，顯示牠們可能以昆蟲為食，例如白蟻。

## 爭議
在2009年，瑞欽·巴思缽（Rinchen Barsbold）等人提出，阿瓦拉慈龍科的前額骨大、上隅骨骨突長、下頜有短的角突，與一般的獸腳類恐龍相反。另外，阿瓦拉慈龍科缺乏腹肋、骨盆結構獨特，這些特徵造成分類上的爭議。角爪龍的手部有小型的骨質突刺，研究人員推論這是退化的第四、第五指。
阿瓦拉慈龍科的分類歷史相當曲折。在1993年，阿瓦拉慈龍科被認為是無法飛行的鳥類，離侏羅紀的始祖鳥的關係較遠，而較接近於現代鳥類。近年來的研究，多認為阿瓦拉慈龍科屬於非鸟獸腳亞目恐龍，但牠們在獸腳亞目的分類、演化位置則未定。某些研究人員認為牠們是偷蛋龍類的近親，某些研究人員則認為牠們屬於手盜龍類。從角爪龍的腦殼顯示，阿瓦拉慈龍科並不屬於鳥類。